# NGC 1817
NGC 1817 je otevřená hvězdokupa v souhvězdí Býka. Od Země je vzdálená asi 6 400 světelných let. Objevil ji William Herschel 19. února 1784.

## Pozorování

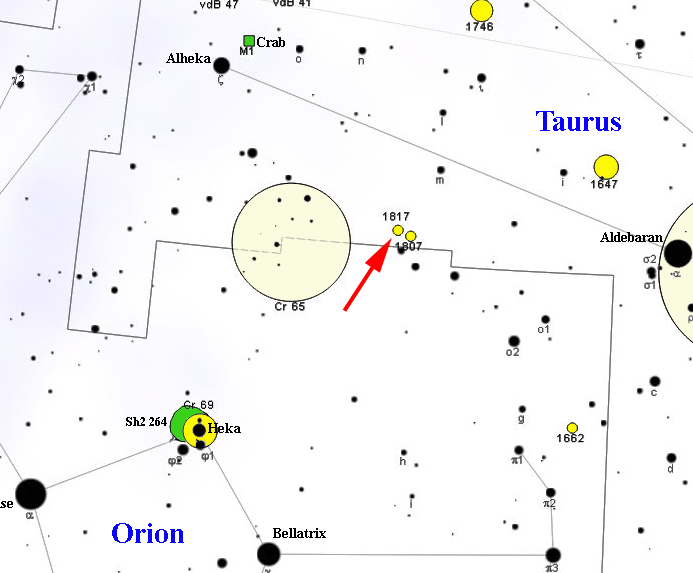
Poloha NGC 1817 v souhvězdí Býka

Hvězdokupa leží blízko hranice se souhvězdím Orionu přibližně 8,5° východně od jasného Aldebaranu. Při malém zvětšení dalekohledu se vejde do zorného pole spolu s asterismem NGC 1807, který je od ní vzdálen 20′ směrem na jihozápad.
Jako slabá světlá skvrna je tato hvězdokupa viditelná i triedrem 10×50 a za tmavých nocí na jejím jihozápadním okraji ukáže i dvě nebo tři slabé hvězdy. Dalekohledem o průměru 100 mm je možné pozorovat asi dvacítku hvězd do 12. magnitudy soustředěných kolem dvou nejjasnějších hvězd, které mají červený odstín. Přístroje o průměru 200 mm ukážou až 50 hvězd.
Hvězdokupa má mírnou severní deklinaci a její poloha tak mírně zvýhodňuje pozorovatele ze severní polokoule, ale cirkumpolární je tam až ve velmi vysokých zeměpisných šířkách. Na jižní polokouli je její pozorování ztíženo až v oblastech položených ve vysokých jižních zeměpisných šířkách. Nejvhodnější období pro její pozorování na večerní obloze je od října do března.

## Historie pozorování
Hvězdokupu objevil William Herschel 19. února 1784 pomocí zrcadlového dalekohledu o průměru 18,7 palce. Jeho syn John ji později znovu pozoroval a zařadil ji do svého katalogu mlhovin a hvězdokup General Catalogue of Nebulae and Clusters pod číslem 1030.

## Vlastnosti
NGC 1817 je velmi bohatá hvězdokupa, ale její hvězdy se zdají být rozptýlené na velké ploše. Její vzdálenost se odhaduje na 1 972 parseků (6 400 světelných let) a patří tedy do ramene Persea. Leží blízko OB asociace s názvem Gemini OB1. Její galaktická šířka je velmi vysoká, leží 400 parseků nad galaktickým diskem.
Stáří této hvězdokupy se odhaduje na 410 milionů let a je tedy srovnatelné se stářím Hyád a Jesliček, ačkoli metalicita jejích hvězd je nižší než u těchto dvou hvězdokup.
Astrometrické výzkumy této hvězdokupy a blízkého asterismu NGC 1807, kdysi považovaného za souseda nebo výběžek hvězdokupy NGC 1817, odhalily, že více než 400 hvězd zde patří do hvězdokupy NGC 1817, ale pouze 14 může být členem NGC 1807.
Následný výzkum prokázal, že se v této části oblohy nachází pouze jediná rozsáhlá otevřená hvězdokupa, která se překrývá s NGC 1817,
ale přítomnost NGC 1807 se nepodařilo ptvrdit, takže se zřejmě jedná o pouhý asterismus.